# National Records of Scotland

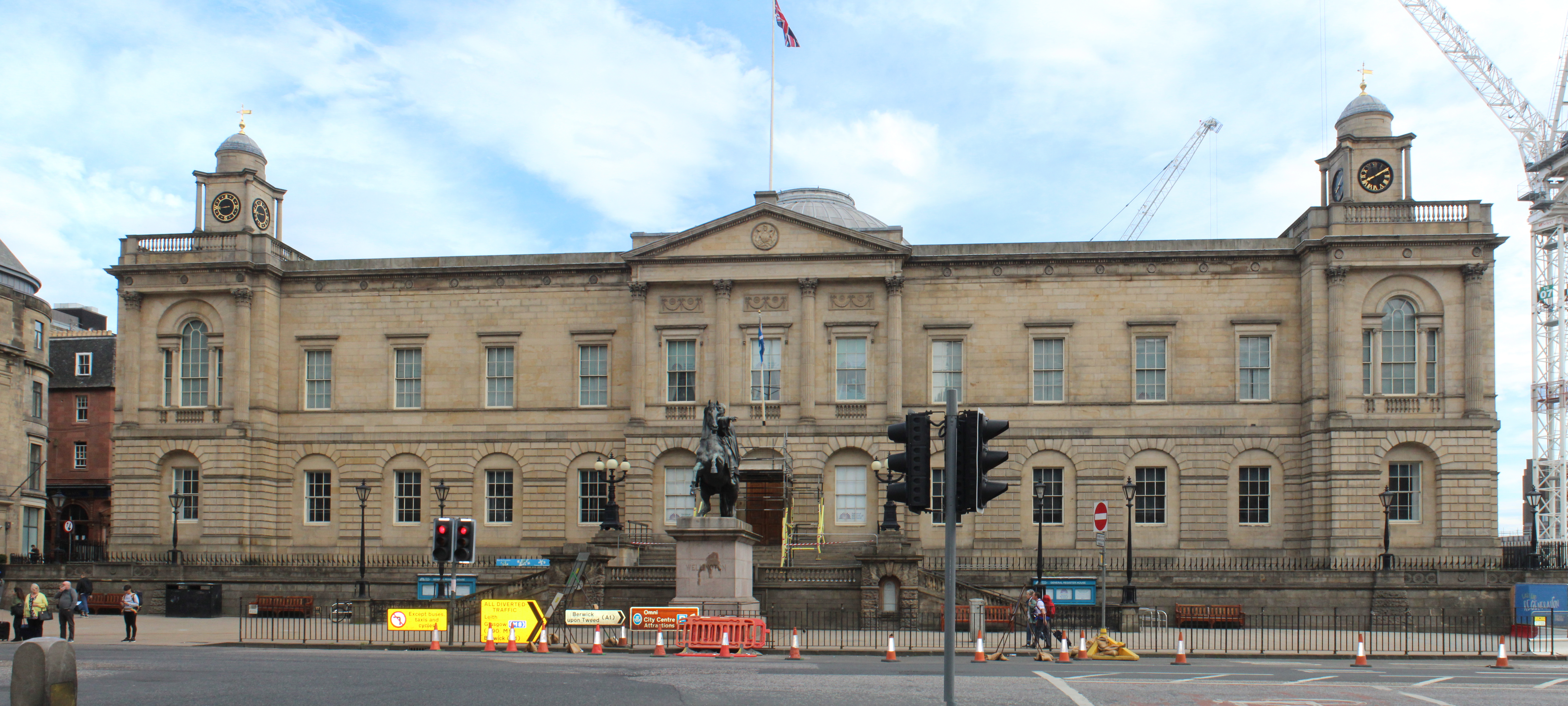
General Register House

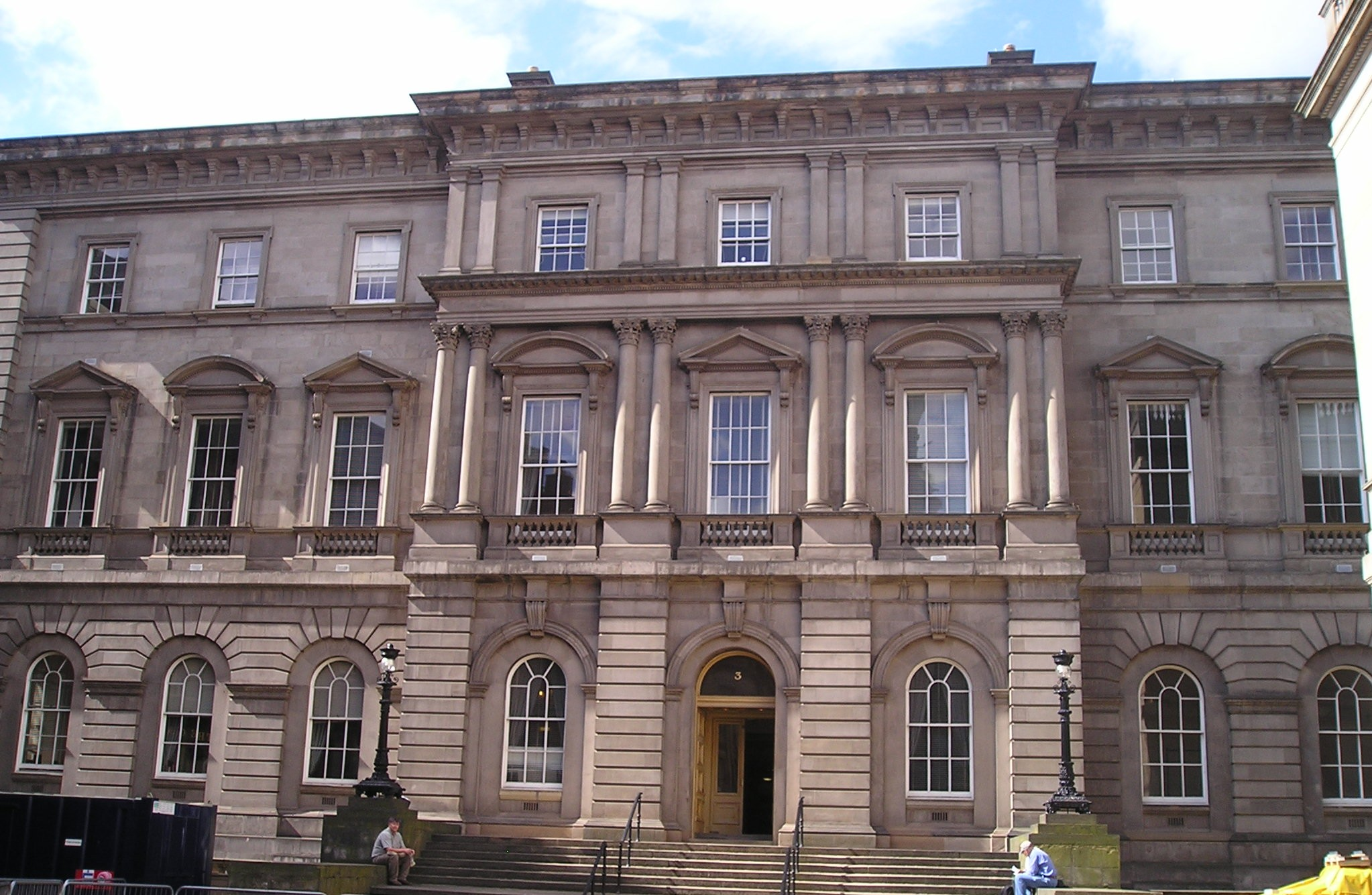
New Register House

National Records of Scotland (schottisch-gälisch Clàran Nàiseanta na h-Alba) ist eine in der schottischen Hauptstadt Edinburgh ansässige Behörde. Sie entstand am 1. April 2011 aus dem Zusammenschluss des General Register Office for Scotland mit dem schottischen Nationalarchiv, deren Aufgabenbereiche sie zugleich übernahm. Sie beschränken sich jeweils auf das Gebiet Schottlands. Die übrigen Teile Großbritanniens haben eigene Nationalarchive, für England und Wales The National Archives und für Nordirland das Public Record Office of Northern Ireland.
National Records of Scotland ist generell zuständig für das Sammeln, Aufbewahren, Aufbereiten und die Veröffentlichung von Informationen zur Geschichte und zur Bevölkerung Schottlands. Im Einzelnen fallen hierunter
- die Durchführung der in zehnjährigem Turnus durchgeführten Volkszählungen und deren Aufbereitungen
- die Führung des Personenstandsregisters, also die Registrierung von Geburten, Eheschließungen, Scheidungen, Adoptionen und Todesfällen
- die Aufbewahrung von Patientendaten des National Health Service
- die Archivierung historischer Dokumente und Artefakte

Der Hauptsitz von National Records of Scotland ist das General Register House, ebenfalls öffentlich zugänglich ist das benachbart liegende New Register House. Neben drei weiteren Standorten in der Stadt gibt es noch einen im Cairnsmore House in Dumfries. Geleitet wird die Behörde, die innerhalb des schottischen Kabinetts, Stand 2018, in den Verantwortungsbereich der Kultusministerin Fiona Hyslop fällt, von Tim Ellis, der in Personalunion zugleich Registrar General for Scotland und Keeper of the Records of Scotland ist. Zur Unterstützung der Ahnenforschung betreibt National Records of Scotland mit ScotlandsPeople eine separate Website.